# Антрацитовский ремонтно-механический завод
Антрацитовский ремонтно-механический завод — промышленное предприятие в городе Антрацит Луганской области.

## История
В начале 1920 года, вскоре после окончания боевых действий гражданской войны в шахтёрском посёлке шахты № 13 было создано Боковское рудоуправление, в ведение которого передали находившиеся в этом районе угольные шахты и их инфраструктуру. В ходе выполнения работ по восстановлению угольной промышленности Донбасса в 1921 году в посёлке Боково-Антрацит начали работу центральные электромеханические мастерские рудоуправления.
После начала на рубеже 1920х — 1930х годов индустриализации развитие угольной промышленности ускорилось. В связи с увеличением степени механизации производственных процессов потребность в техническом обслуживании и ремонте горношахтного оборудования усилилась — особенно после того, как в ходе первой пятилетки в Боково-Антрацит была введена в эксплуатацию крупная угольная шахта «Центральная Боковская» с высоким уровнем механизации работ.
В 1936 году Боковское рудоуправление было реорганизовано в трест «Боково-Антрацит».
В соответствии с третьим пятилетним планом развития народного хозяйства СССР весной 1941 года началось строительство Антрацитовского рудоремонтного завода, но после начала Великой Отечественной войны строительные работы были остановлены.
В октябре 1941 года Боково-Антрацит оказался в прифронтовой зоне, с ноября 1941 до июля 1942 года здесь продолжались бои. В ходе боевых действий и во время немецкой оккупации города (18 июля 1942 — 18 февраля 1943) город и шахты были сильно разрушены, но уже в 1943 году началось их восстановление.
В 1946 году завод (в состав которого передали уцелевшее оборудование мастерских треста «Боково-Антрацит» и других предприятий) выпустил первую продукцию (детали для горных машин), в 1950 году освоил капитальный ремонт оборудования для угольных шахт, металлический крепёж и иные металлоконструкции и металлоизделия, что в значительной степени ускорило восстановление угольной промышленности.
В 1967 году завод являлся высокомеханизированным предприятием, основным направлением деятельности которого являлся ремонт угольных комбайнов «Донбасс», «Горняк», ЛГД и «Кировец», врубовых машин, породопогрузочных машин и компрессоров, а также производство ленточных конвейеров, углесосов, шахтного оборудования и арочных металлических креплений.
В 1970е годы завод стал головным предприятием производственного объединения «Ворошиловградуглеремонт».
В целом, в советское время завод являлся крупнейшим из предприятий города.
После провозглашения независимости Украины государственное предприятие было преобразовано в открытое акционерное общество.
По состоянию на 2004 год, завод входил в число ведущих действующих предприятий города и специализировался на производстве и ремонте горношахтного оборудования.
В 2014 году завод перешел под контроль властей ЛНР и был включен в состав Государственного унитарного предприятия «Антрацит».